# I'm Going to Do What I Wanna Do: Live at My Father's Place 1978
I'm Going to Do What I Wanna Do: Live at My Father's Place 1978 är ett livealbum med Captain Beefheart and the Magic Band. För att promotera albumet Shiny Beast (Bat Chain Puller) turnerade Captain Beefheart och The Magic Band i USA. 18 november 1978 spelade Beefheart och bandet på "My Father's Place" i Roslyn, New York. Showet blev inspelat och mixat och utgavs på skivbolaget Rhino Records september 2000.

## Låtlista
1. "Tropical Hot Dog Night" – 4:36
2. "Nowadays a Woman's Gotta Hit a Man" – 5:07
3. "Owed t'Alex" – 5:20
4. "Dropout Boogie" – 3:13
5. "Harry Irene" – 3:46
6. "Abba Zaba" – 3:44
7. "Her Eyes Are a Blue Million Miles" – 4:12
8. "Old Fart at Play" – 2:26
9. "Well" – 3:35
10. "Ice Rose" – 3:56
11. "Moonlight on Vermont" – 3:52
12. "The Floppy Boot Stomp" – 4:18
13. "You Know You're a Man" – 3:26
14. "Bat Chain Puller" – 5:55
15. "Apes-Ma" – 0:46
16. "When I See Mommy I Feel Like a Mummy" – 6:04
17. "Veteran's Day Poppy" – 9:11
18. "Safe as Milk" – 5:19
19. "Suction Prints" – 4:41

(Alla låtar skrivna av Captain Beefheart d.v.s. Don Van Vliet)

## Medverkande
- Captain Beefheart (Don Van Vliet) – sång, tenorsaxofon, sopransaxofon, munspel

The Magic Band
- Richard Redus – gitarr, slidegitarr, dragspel
- Jeff Moris Tepper – gitarr, slidegitarr
- Bruce Fowler – trombone, basgitarr
- Eric Drew Feldman – basgitarr, keyboard, synthesizer
- Robert Williams – trummor, percussion
- Mary Jane Eisenberg – percussion